# Garret Hobart
Garret Augustus Hobart (3. června 1844, Long Branch, New Jersey, USA – 21. listopadu 1899, Paterson) byl americký státník, politik, obchodník a bankéř. Zasedal v legislatuře rodného státu (1876–1882) a byl 24. viceprezident USA za Republikány ve vládě prezidenta McKinleyho od 4. března 1897 až do své smrti 21. listopadu 1899. Jako Předseda Senátu z titulu své funkce úspěšně předsedal a dal rozhodující hlas proti nezávislosti Filipín.